# Fontaine Ross
La fontaine Ross (en anglais : Ross Fountain) est une structure en fonte située dans les jardins de Princes Street Gardens, à West Princes Street, à Édimbourg, en Écosse. Elle a été installée en 1872 et restaurée en 2018.

## Histoire
La fontaine Ross a été produite à la fonderie de fer d'Antoine Durenne à Sommevoire, en France. Elle était exposée à la grande Exposition Universelle de 1862.
Elle a été achetée par le fabricant d’armes Daniel Ross en 1862 pour 2 000 £ et a été par la suite offerte à la ville d’Édimbourg. Elle fut transportée à Leith en 1869 en 122 morceaux. Elle a été installée dans sa position actuelle en 1872. Elle a bénéficié d'importants travaux de restauration achevés en 2001.

## Restauration
L'eau a été coupée en 2008 et refermée à partir de juillet 2017 pour les travaux de restauration entrepris pour le compte du Ross Development Trust, au prix de 1,9 million de livres.
Le 8 juillet 2018, elle a été ré-inaugurée, en présence notamment du chef de mission du consulat de France à Édimbourg, Emmanuel Cocher,. 
La fontaine est maintenant peinte en turquoise, marron et or. Selon les restaurateurs, les couleurs devraient durer au moins 20 ans. La fontaine a une nouvelle pompe et fonctionnera en permanence.
Malheureusement, la fontaine est tombée en panne après seulement 19 jours et a dû être éteinte pendant quatre jours,.

## Photographies

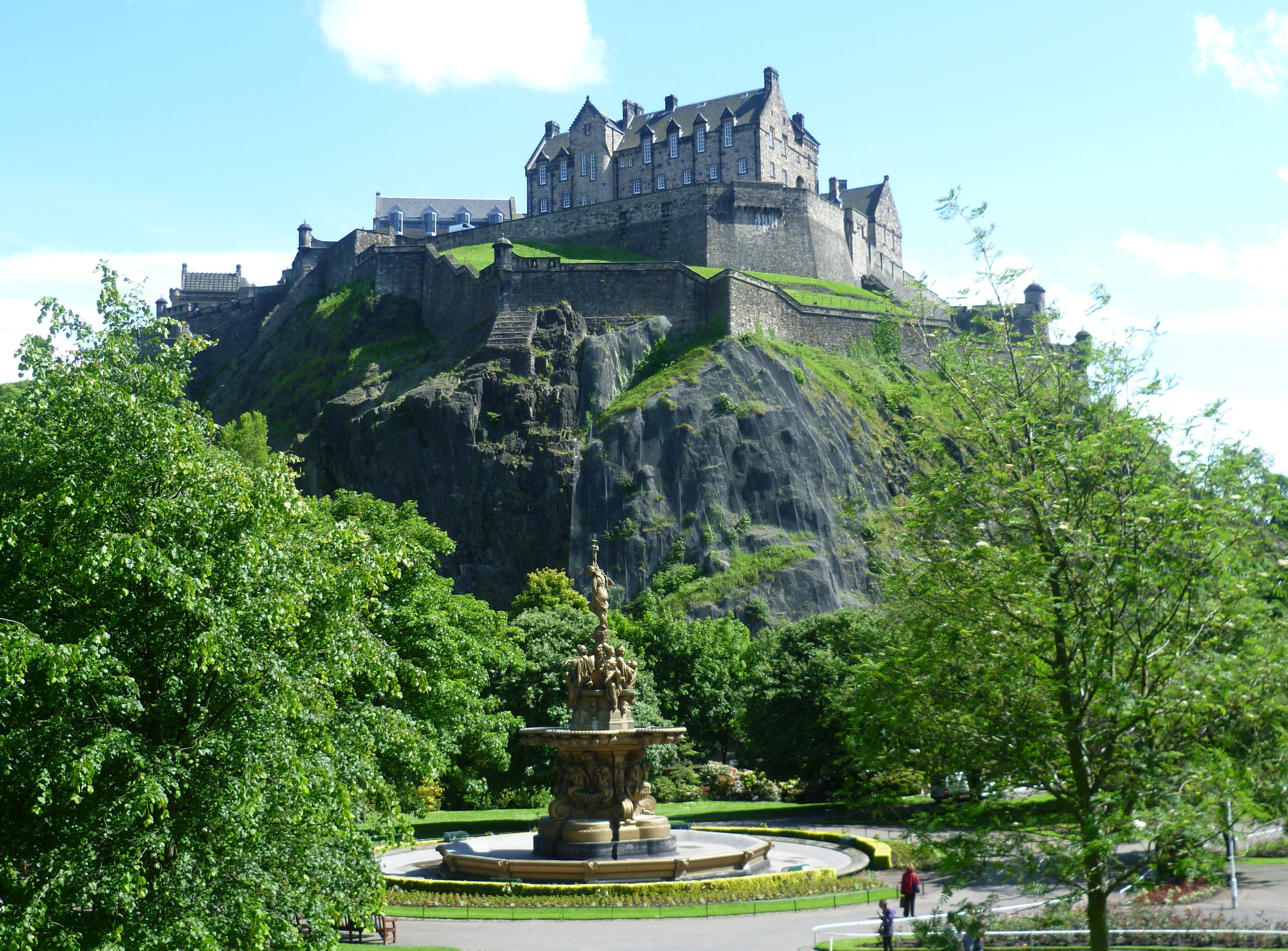
Vue de West Princes Street en regardant vers le château d'Édimbourg montrant la fontaine avant la restauration.
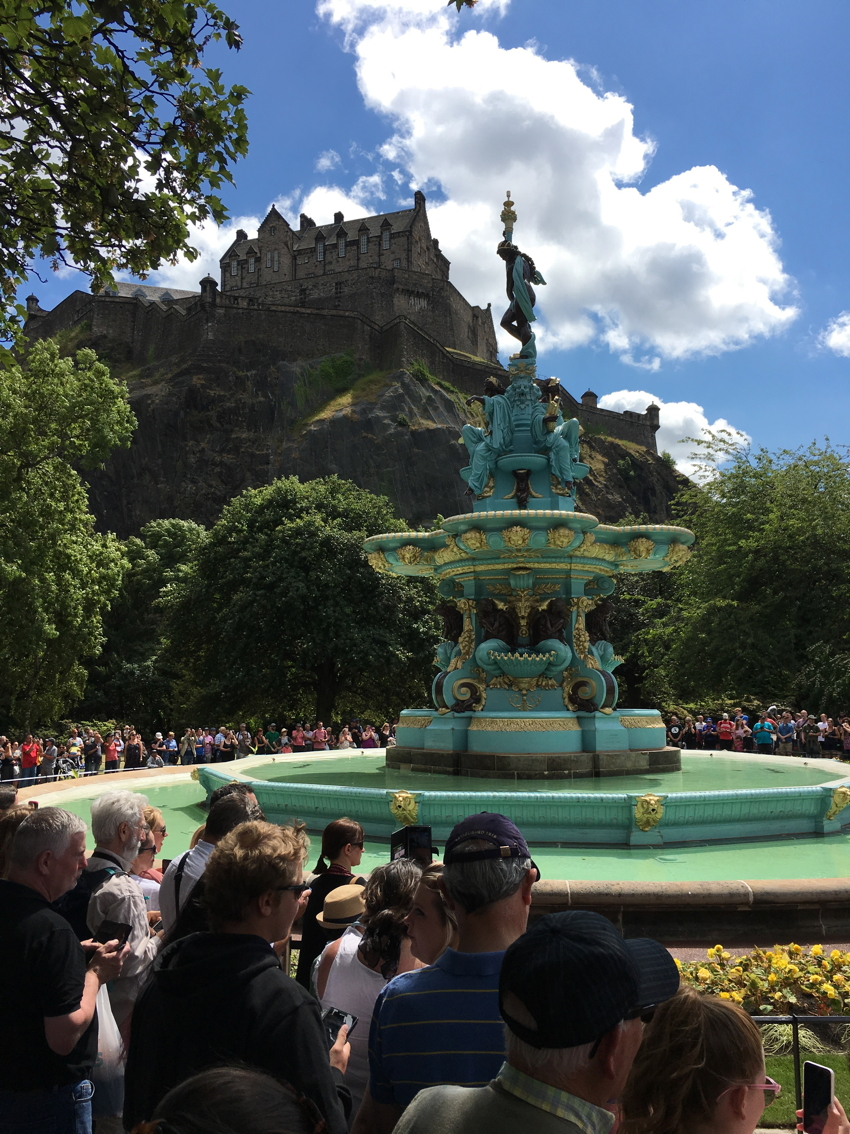
Mise en marche de la fontaine Ross récemment restaurée dans les jardins de West Princes Street.
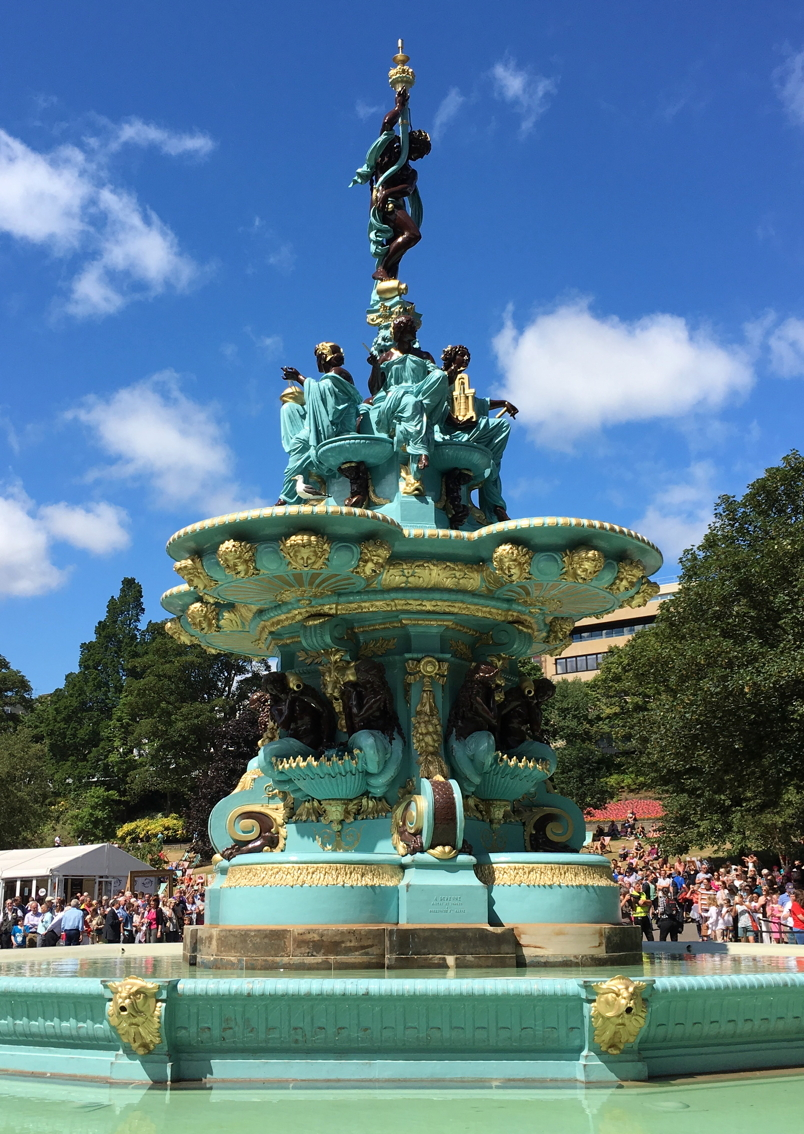
La fontaine Ross restaurée dans les jardins de West Princes Street.